# شیوون چمبرلین
شیوون چمبرلین (انگلیسی: Siobhan Chamberlain، تلفظ: ʃᵻˈvɔ:n ؛ زادهٔ ۱۵ اوت ۱۹۸۳) یک بازیکن فوتبال اهل بریتانیا است.
از باشگاه‌هایی که در آن بازی کرده‌است می‌توان به باشگاه فوتبال بانوان چلسی اشاره کرد.
وی سابقه عضویت در تیم ملی فوتبال زنان انگلستان را داراست.